# Mirvarid Dilbazi

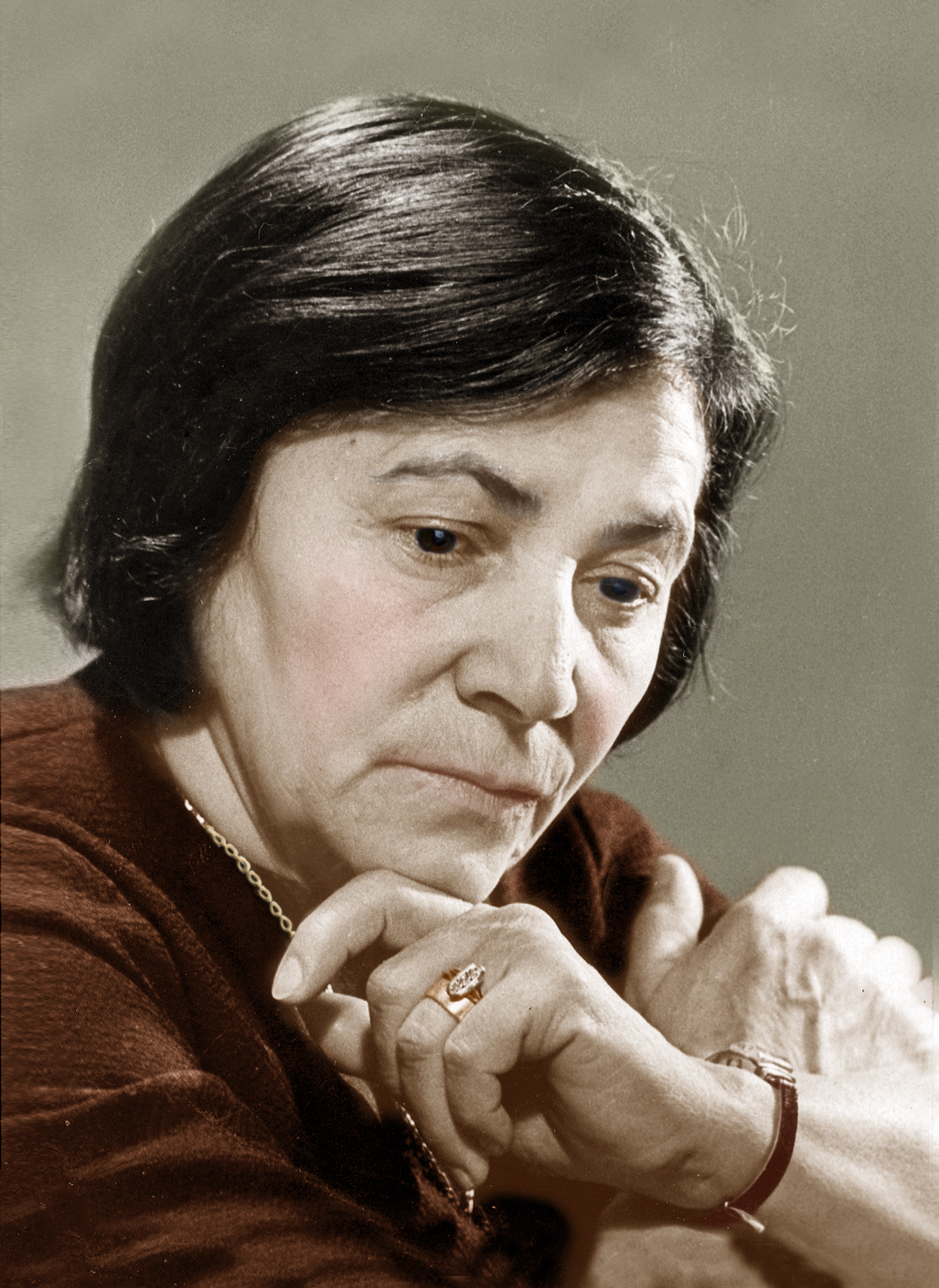
Mirvarid Dilbazi

Mirvarid Paşa qızı Dilbazi (geb. 19. August 1912 in Xanlıqlar im Rajon Qazax; gest. 12. Juli 2001 in Baku) war eine aserbaidschanische Lyrikerin, Autorin, auch von Kinderbüchern, und Übersetzerin. Sie gilt als „die Volksdichterin Aserbaidschans“.

## Biographie
Mirvarid Dilbazi kam 1912 in Xanlıqlar, einem Ort im nordaserbeidschanischen Rayon Qazax zur Welt. Ihre beiden Großväter, Haji Rahim und Abdurahman Dilbazi, waren beide bedeutende Dichter. 1921 wurde Mirvarid in Baku in das neu geschaffene Mädcheninternat aufgenommen. Nach sechsjähriger Ausbildung begann sie, als Lehrerin an der Grundschule von Bilajari zu arbeiten. Nach Studium und Abschluss an der Aserbeidschanischen University für Sprachwissenschaften ging sie nach Quba im Nordosten des Landes und arbeitete dort 2 Jahre als Literaturlehrerin.
Sie kehrte nach Baku zurück und arbeitete als Abteilungsleiterin im Manuskriptfonds der Aserbaidschanischen EA (1934–1938) und als Übersetzerin im Aserbaidschanischen Staatsverlag (1938–1940).
Mirvarid Dilbazi veröffentlichte 1927 ihr erstes Gedicht Qadınların hüriyyəti [Freiheit der Frauen]. Ihr erstes Buch Bizim səsimiz [Unsere Stimme] erschien 1934. Danach schrieb sie zahlreiche Gedicht und Kinderbücher wie „İlk bahar“ [Frühling] (1937), „Döyüş mahnıları“ [Kampflieder] (1941), „Vətənə Məhəbbət“ [Liebe zum Vaterland] (1942), „Vətən eşqi“ [Liebe zum Land] (1942), „Məhsəti“ (1945), „Xatirələr“ [Erinnerungen] (1945), „Ustadın Röyası“ [Der Traum des Meisters] (1948), „Kiçik Dostlarıma“ [An meine kleinen Freunde] (1956), „Əlcəzairli Qız“ [Das Algerische Mädchen] (1961), „Həyat Mənzərələri“ [Landschaften des Lebens] (1967), „Bahar Gəlir“ [Es wird Frühling] (1968), „Partizan Aliyə“ (1972) und andere.
In den 1920er und 1930er Jahren war die Emanzipation der Frauen eines der wichtigsten Themen der gebildeten Aserbaidschaner, was auch in der Literatur seinen Niederschlag fand, so bei Cəfər Cabbarlı, Mammad Said Ordubadis und anderen. Schwerpunkte der Diskussion war das Ablegen des Tschadors, die politische Teilhabe und die Alphabetisierung der Frauen. Die religiösen Führer hatten die Alphabetisierung der Frauen verboten. Mädchen lernten nicht zu schreiben; einige von ihnen hatten es geschafft, ein Bisschen im Koran zu lesen, der in arabischer Schrift verfasst war. Dilbazi bezeichnete den Tschador als eine der größten Tragödien der Frauen im Osten, für den es auch nur in Teilen Aserbaidschans überhaupt eine Tradition gab. Zur Alphabetisierungsproblematik wies sie darauf hin, dass in Aserbaidschan das Alphabet im 20. Jahrhundert viermal geändert wurde. Zuerst war die arabische Schrift mehr als ein Jahrtausend benutzt worden, dann wurde 1927 die lateinische Schrift eingeführt, dann 1937 das kyrillische Alphabet. 1991 kehrte man gleich nach der Unabhängigkeit wieder zum Latein zurück. Diese Änderungen des Alphabets seien ein schwerer Schlag für das kulturelle Erbe gewesen, da jeweils das gesamte Erbe der älteren Generation für die jüngere Generation nicht mehr lesbar und zugänglich ist, was zu einer Entfremdung und Isolierung von den eigenen Denkern führe. Sie selbst zählte sich zu den Glücklichen, die in einer Zeit geboren wurden, in der sie in ihrer Jugend mit allen drei Alphabeten – Arabisch, Kyrillisch und Latein – in Berührung kam.

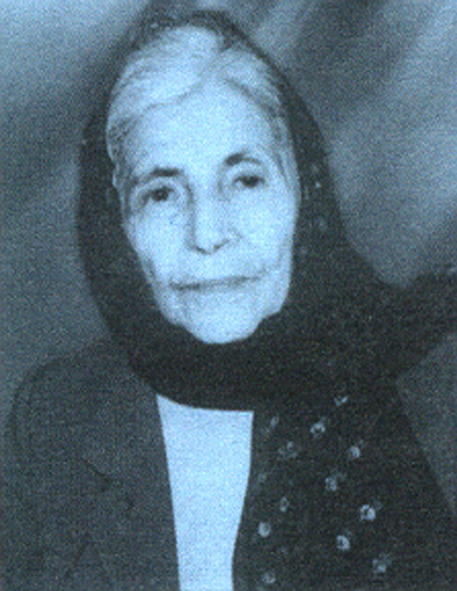
Mirvarid Dilbazi

Neben dem Emanzipationsthema verarbeitete Dilbazi in ihrem Werk die einschneidenden Ereignisse ihrer Generation, die Repressionen Stalins von 1937, die tragischen Verluste des Zweiten Weltkriegs und den Ersten Berg-Karabach-Krieg (1991–1994).
Dilbazi war auch als Übersetzerin tätig. Sie übertrug Werke aus verschiedenen Sprachen ins Aserbaidschanische, darunter antike und mittelalterliche Texte wie die Euripides-Tragödie Hippolytus, Farkhad und Shirin des usbekischen Dichters Alischer Nawoi, Ghaselen von Nizami Ganjavi und Texte von Chaqani. Aus dem Russischen übersetzte sie Werke von A.S. Puschkin, L.N. Tolstoi, A. Safronow, N. Tichonow, Zulfiya, Taras Schewtschenko, Samuil Marshak, Sergey Mikhalkov und anderen Dichtern und Schriftstellern.
Auch die Werke von Mirvarid Dilbazi wurden in mehrere Sprachen übersetzt.
Die Dichterin starb 2001 in Baku.

## Familie
Eine Cousine von Mirvarid Dilbazi war eine bekannte aserbaidschanische Ballettmeisterin, Choreografin, Pädagogin und Tänzerin, sie hieß Amina Dilbazi (1919–2010).

## Veröffentlichungen (Auswahl)
- Bənövşələr üşüyəndə. [Wenn Veilchen kalt werden ] (1970)
- Ana qanadı. [Der Mutterflügel] (1972)
- Dağ çiçəyi. [Bergblume] (1977)
- Yasəmən fəsil. [Fliedersaison]
- Seçilmiş şeirlər. [Ausgewählte Gedichte] (1979)
- Seçilmiş əsərləri. [Gesammelte Werke] in drei Bänden (1982–1984), Lider Nəşriyyat, Baku, 2004.

## Rezeption
Ihre Werke wurden von bekannten aserbaidschanischen Komponisten wie Süleyman Ələsgərov, Tofiq Quliyev, Fikrət Əmirov, Şəfiqə Axundova und Ağabacı Rzayeva vertont.

## Auszeichnungen (Auswahl)
- 1979 Volksdichterin Aserbaidschans[4]
- 1982 Orden des Roten Banners der Arbeit der Sowjetunion
- 1997 İstiqlal-Orden[3]
- Staatspreis der SSR Aserbaidschan
- Ehrenzeichen der Sowjetunion
- Medaille „Für heldenmütige Arbeit“ der Sowjetunion